# Cattolici (romanzo)
Cattolici (in lingua inglese Catholics) è un romanzo  pubblicato nel 1972 dello scrittore Brian Moore.

## Trama
La maggior parte dell'azione del romanzo si svolge su un monastero di un'isola al largo della costa sud-occidentale dell'Irlanda. È ambientato dopo il Concilio Vaticano II. La storia racconta di un giovane sacerdote inviato dalle autorità di Roma ad attuare pienamente le riforme della Chiesa in un monastero irlandese che celebra ancora la liturgia cattolica secondo il rito tridentino. Il giovane sacerdote, Kinsella, è inizialmente opposto da l'abate del monastero, che cerca di mantenere lo stile di vita suo e dei suoi monaci senza aggiornamenti. Tuttavia, l'Abate alla fine riconosce la necessità dell'inevitabilità del cambiamento. L'abate è afflitto dai suoi stessi dubbi in materia di fede. Il romanzo si conclude con una nota ambigua come l'abate prega per la prima volta dopo anni, ma di fronte dell'abbandono del loro modo di vita tradizionale.

## Film
Del romanzo di Moore, nel 1973, fu oggetto della versione in film intitolato Conflitto (Catholics o Conflict) con protagonisti Trevor Howard, Martin Sheen e Cyril Cusack.